# آرن دانکرز
آرن دانکرز (انگلیسی: Arne Dankers؛ زادهٔ ۱ ژوئن ۱۹۸۰) اسکیت‌باز سرعت اهل کانادا است.